# Liste der Kulturgüter in L’Abbaye
Die Liste der Kulturgüter in L’Abbaye enthält alle Objekte in der Gemeinde L’Abbaye im Kanton Waadt, die gemäss der Haager Konvention zum Schutz von Kulturgut bei bewaffneten Konflikten, dem Bundesgesetz vom 20. Juni 2014 über den Schutz der Kulturgüter bei bewaffneten Konflikten sowie der Verordnung vom 29. Oktober 2014 über den Schutz der Kulturgüter bei bewaffneten Konflikten unter Schutz stehen.
Objekte der Kategorien A und B sind vollständig in der Liste enthalten, Objekte der Kategorie C fehlen zurzeit (Stand: 13. Oktober 2021).

## Kulturgüter
| Foto |                                                                                                   | Objekt | Kat. | Typ | Standort                                 | Beschreibung |
| ---- | ------------------------------------------------------------------------------------------------- | --- | ---- | --- | ---------------------------------------- | ------------ |
| ja   | Datei hochladen · Wikidata zu Herrenhaus Haute Roche (Q3286197)                                   | Herrenhaus La Haute Roche / Manoir de Haute Roche KGS-Nr.: 5885                                                        | A    | G   | Le Pont, Rue de la Dent 515338 / 169128  |              |
| ja   | Datei hochladen · Wikidata zu Reformierte Kirche (Q29890928)                                      | Reformierte Kirche / Temple KGS-Nr.: 5886                                                                              | B    | G   | Les Bioux, Chez Aaron 17 510819 / 164100 |              |
| ja   | Datei hochladen · Wikidata zu Glockenturm und Kreuzgangsbogen des ehemaligen Klosters (Q29890925) | Glockenturm und Kreuzgangsbogen des ehemaligen Klosters / Clocher et arc du cloître de l’ancien couvent KGS-Nr.: 14623 | B    | G   | Place de la Tour 514334 / 167153         |              |